# Закшув (Влощовський повіт)
Закшув (пол. Zakrzów) — село в Польщі, у гміні Сецемін Влощовського повіту Свентокшиського воєводства.